# Ella Morgen
Ella Morgen (* 8. Januar 1999 in Berlin) ist eine deutsche Schauspielerin.

## Leben
Morgen ist in Berlin geboren und aufgewachsen, unterbrochen durch einen Aufenthalt mit ihren Eltern in Thailand. Als Kind nahm sie regelmäßig an Tanz-, Schauspiel- und Gesangsunterricht teil, z. B. in der Musicalschule Stagecoach in Berlin. Sie besuchte regelmäßig Workshops, die Improvisationstheater sowie Method Acting umfassten, unter anderem in der „Tankstelle Berlin“ und im Schauspielunterricht von Kristiane Kupfer. Sie tanzt Ballett, Streetdance, Hip-Hop und Jazz Dance. Morgen studierte von September 2020 bis Dezember 2021 am Max Reinhardt Seminar in Wien Schauspiel und bis 2026 an der Hochschule für Schauspielkunst Ernst Busch.

## Karriere
2016 stand Morgen für das Stück Haus der Illusionen nach Jean Genets Der Balkon von Katharina von Schlieffen im Theater unter anderem neben Langston Uibel auf der Bühne und verkörperte in verschiedenen Rollen die Phantasien der Kunden als Angestellte des Bordells. 2017 übernahm sie die Hauptrolle in dem Kurzfilm Lüge von Oona Devi Liebich. Hier spielte Morgen ein junges Mädchen auf Heroinentzug, das kurz darauf ihren eigenen Freund mit einem Kissen erstickt.
In der von Sherry Hormann für das ZDF inszenierten Fernseh-Tragikomödie Wir lieben das Leben, die im April 2018 erstausgestrahlt wurde, hatte Morgen die Nebenrolle der Stella. Neben Gustav Schmidt, Mohamed Issa, Ludwig Simon und Melina Fabian verkörperte sie einen der Mittelstufenschüler, die unter Anleitung einer engagierten Lehrerin ein Lied von Vicky Leandros für eine Schulaufführung einstudieren.
2019 übernahm Morgen in dem ZDF-Drama Das Versprechen unter der Regie von Till Endemann eine der beiden Hauptrollen. Morgen spielt die 16-jährige Jule, die unter affektiver Dysregulation leidet, das heißt, dass sie mit negativen Gefühlen nicht umgehen kann, und immer wieder mit Ausbrüchen zu kämpfen hat, in denen sie ihre Emotionen nicht kontrollieren kann und die Selbstkontrolle verliert. Um zu lernen, mit ihrer Krankheit umzugehen, ist sie in ambulanter Behandlung. In dem Spielfilm Todesengel (2019) unter der Regie von Jakob Ziemnicki spielte Morgen neben Peter Lohmeyer und Anne Ratte-Polle die Rolle der jungen Margarethe Paulus, die als junges Mädchen in der DDR dazu ausgebildet wurde, gezielt zu töten.
Außerdem übernahm Morgen weitere Gast- und Nebenrollen, unter anderem in der Bergfilmreihe Team Alpin (2019), den Krimiserien Großstadtrevier – Das neue Revier (2019) und SOKO Wismar (2019) sowie der Fernsehserie Notruf Hafenkante (2021), bei der Polizeibeamte des PK 21 und Ärzte eines fiktiven Elbkrankenhauses im Mittelpunkt der Handlung stehen. Ebenfalls 2021 war sie in einer Folge des von Roland Suso Richter inszenierten Zürich-Krimis – Borchert und der eisige Tod mit Christian Kohlund in der Hauptrolle in der Rolle der Fabienne zu sehen.

## Filmografie (Auswahl)
- 2015: Alphamädchen (Kurzfilm)
- 2017: Wir lieben das Leben
- 2018: Löwenzahn (Fernsehserie, Folge Staffel 38/Episode 6  Boden – Ein unmögliches Angebot)
- 2018: Love, Forever (Kurzfilm)
- 2019: Todesengel
- 2019: Team Alpin (Fernsehserie, Folge S2/E2 Zweite Freiheit)
- 2019: Großstadtrevier (Fernsehserie, Folge S33/E1 Das neue Revier)
- 2019: SOKO Wismar (Fernsehserie, Folge S17/E17 Ältermänner)
- 2020: 4 Wände Berlin (Fernsehserie, Folge S1/E28 P)
- 2020: Der Zürich-Krimi: Borchert und der eisige Tod
- 2021: Das Versprechen
- 2021: Notruf Hafenkante (Fernsehserie, Folge S16/E6 Unter der Gürtellinie)
- 2022: Letzte Spur Berlin (Fernsehserie, Folge S11/E5 Am Ende der Wut)
- 2022: Stubbe – Von Fall zu Fall: Ausgeliefert (Serienspecial)
- 2024: Die Discounter (Fernsehserie, Folge S4/E7 Doppeldate)
- 2025: Die Kanzlei (Fernsehserie, Folge S6/E8 Unter Feinden)

## Hörspiel
- 2022: Forever Club - Mystery-Hörspiel-Podcast von Jette Volland, WDR[4]